# Il mio detective
Il mio detective (ウチの探偵知りませんか？?, Uchi no tantei shirimasen ka?, lett. "Conosci i detective privati") è un manga yaoi di Hirotaka Kisaragi. Pubblicato originariamente da Libre Shuppan nel 2007 sulla rivista Magazine Be x Boy, in Italia è stato importato dalla casa Magic Press Edizioni.

## Trama
Nella frenetica Shinjuku dalla movimentata vita notturna, Shigure e Ryunosuke lavorano come detective privati. Tuttavia non sempre gli affari gli permettono di vivere nel ramo delle investigazioni e così i due finiscono spesso per accettare lavori part-time come baristi o “accompagnatori” in locali notturni e gay-bar.
Eppure i guai riescono comunque a trovare l'affiatata coppia che, persino a riposo dal lavoro ordinario, finisce per rimanere coinvolta in sparizioni e loschi traffici di informazioni top secret, favori dovuti ad ex-colleghi di lavoro e clan mafiosi alla ricerca di un erede. In questa frenesia i due detective riescono lo stesso a rimanere uniti e ad amarsi.

## Personaggi
Shigure
Detective insieme a Ryuunosuke. Un tempo lavorava come “separatore di coppie”, un tipo di detective privati senza alcuna licenza e a volte subdoli seduttori per conto del committente; deciso ad uscire dal giro, è stato perciò pestato e ridotto in fin di vita. Debole e privo di sensi, è stato allora raccolto da Ryuunosuke, col quale da allora convive ed ha una relazione.
Tra i due è il più serio ed il più geloso, facendo emergere un lato del carattere definibile tsundere.
Ryuunosuke Onizuka
Detective insieme a Shigure. Ragazzo solare e generoso, in realtà allevato da un clan yakuza affinché prende la redini al ritiro del padre. Non desiderando operare nella malavita, Ryunosuke è per questo scappato di casa, cercando di occultare le proprie tracce dalla famiglia, più che mai decisa a ritrovarlo in quanto unico successore del ramo dinastico legittimo.
Toratsugu Onizuka
Fratellastro di Ryunosuke, non può ambire al ruolo di capoclan in quanto figlio illegittimo del boss. Affidabile, serio e fedelissimo agli ordini della famiglia, Toratsugu è cresciuto con un bruciante senso di inferiorità nei confronti del fratello quasi coetaneo, finendo spesso per scontrarvicisi anche perle ragioni più futili. Solo dopo essere stato battuto da Ryunosuke, riuscirà a prendere in mano le redini della famiglia con la benedizione del padre.
Sai
Braccio destro di Torastugu e sua guardia del corpo personale. Silenzioso ed efficiente, tra lui e il futuro boss si è instaurata relazione di affetto e fiducia che nasconde in realtà un vero e proprio amore; tuttavia, a causa della ritrosia di entrambi, nessuno ha fatto il primo passo, lasciando che i due continuino a vivere la finzione di star cercando una moglie ideale per Toratsugu come ha ordinato la famiglia.
Shiho
Amica ed ex-collega di lavoro di Shigure.

## Manga
| Nº | Titolo italiano Giapponese 「Kanji」 - Rōmaji - Traduzione letterale                                           | Data di prima pubblicazione          | Data di prima pubblicazione           |
| Nº | Titolo italiano Giapponese 「Kanji」 - Rōmaji - Traduzione letterale                                           | Giapponese                           | Italiano                              |
| 1  | Il mio detective 「ウチの探偵知りませんか？」 - Uchi no tantei shirimasen ka? – "Conosci i detective privati?" | 10 dicembre 2008 ISBN 978-4862635136 | 30 settembre 2011 ISBN 978-8877594624 |